# Teatr Miejski w Szczecinie

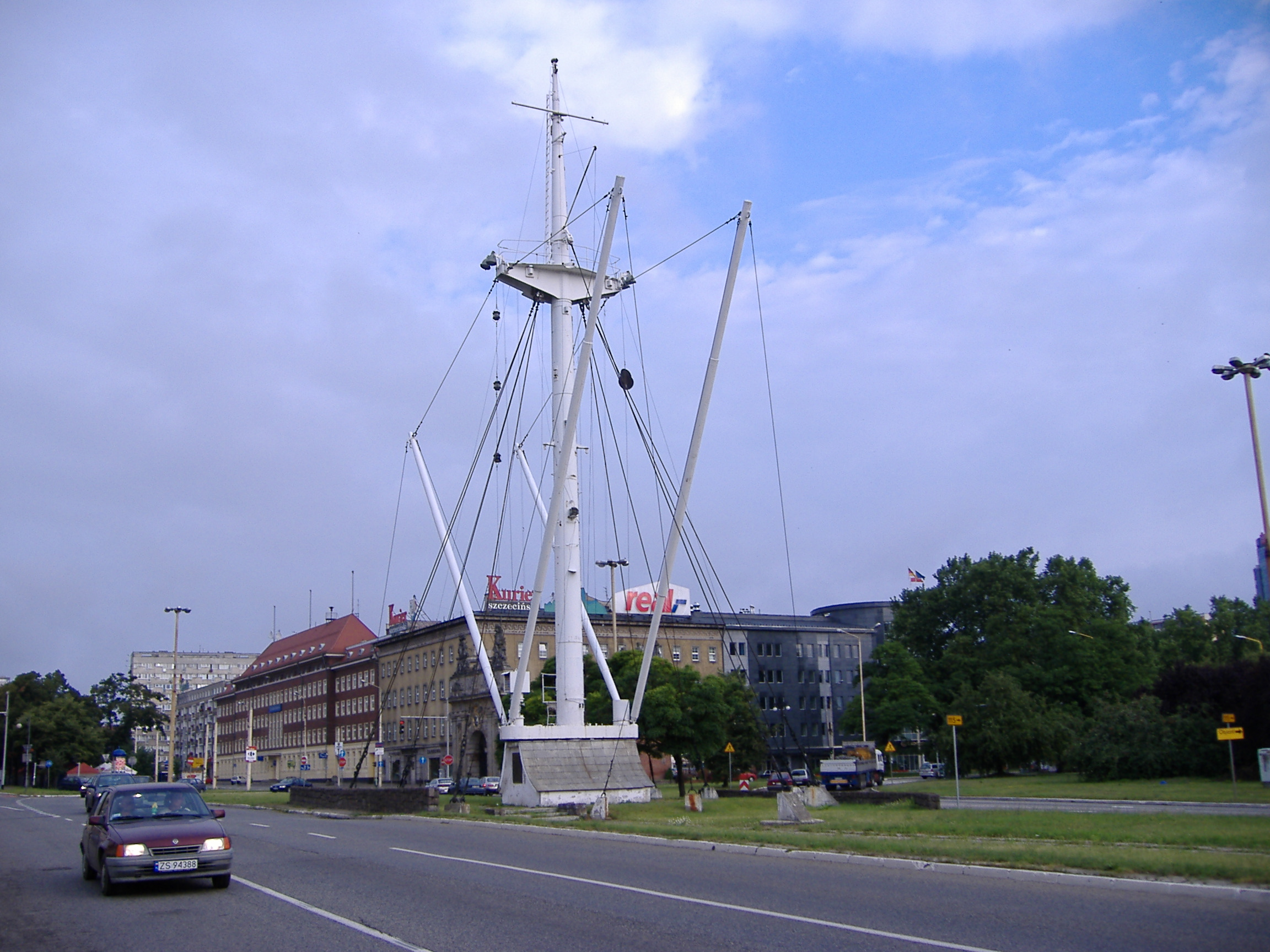
Miejsce, w którym zlokalizowany był Teatr Miejski

Teatr Miejski (niem. Stadttheater) – teatr działający od 1849 roku do II wojny światowej w Szczecinie przy Königsplatz 13 (później plac Żołnierza Polskiego).

## Historia
Reprezentacyjny budynek Teatru Miejskiego wzniesiono w 1848 roku według projektu Carla Ferdinanda Langhansa. Przed jego powstaniem w Szczecinie działały głównie teatry amatorskie i wędrowne, np. scena przy Domu Żeglarza (Seglerhaus). W 1904 budynek rozbudowano, powstało wtedy monumentalne wejście z charakterystycznymi wieżami.
W czasie nalotów dywanowych na Szczecin uszkodzone zostały górne partie budynku. Nadawał się on jednak do odbudowy. Za kadencji prezydenta Szczecina Piotra Zaremby podjęto decyzję o jego wyburzeniu. Teatr został zburzony jednak dopiero w 1954 roku.